# Pordzewiacz jabłoniowy
Pordzewiacz jabłoniowy (Aculus schlechtendali) – gatunek roztocza z rodziny Eriophyidae będący agrofagiem jabłoni.

## Biologia
Zimują samice w szczelinach kory pod łuskami pąków. Samice są deutogynne – potrafią zimować w odróżnieniu od protogynnych. Jaja wiosną składane u nasady ogonków liściowych. Dalszy rozwój na spodniej stronie liści. W jednym roku może wystąpić od 3-5 pokoleń. Żeruje głównie na jabłoniach. Spodnia strona liścia ordzawiona, wcześniej opadają z powodu uszkodzeń hamujących fotosyntezę i zwiększających transpirację.
Pierwszymi zauważalnymi objawami występowania pordzewiacza są zdeformowane młode liście rozwijające się z wiosennych pąków.

## Zwalczanie
W sadach zwalczanie pordzewiacza przeprowadza się na dwa sposoby. Jednym jest zwalczanie chemiczne stosując opryski pestycydami z grupy akarycydów w latach nasilenia szkodnika, jeśli przeprowadzana lustracja wykazuje przekroczenie progu zagrożenia.
Oprócz zwalczania chemicznego od końca lat 90. wprowadza się w sadach zwalczanie biologiczne introdukując dobroczynka gruszowca (Typchlodromus pyri)
, – naturalnego roztocza – drapieżcę dla szpecieli. Pozwala on utrzymać populację szkodnika na poziomie nie zagrażającym uprawie.